# Ралф Вигам
Ралф Вигам (енгл. Ralph Wiggum) је измишљени лик из цртане серије Симпсонови, коме глас позајмљује Ненси Картрајт. Познат је као чудан дечак, који често чачка нос.